# Багамский доллар
Багамский доллар (англ. Bahamian dollar) — национальная валюта Багамских Островов, введённая в 1966 году. В обращении находятся монеты 1, 5, 10, 15, 25 центов и банкноты достоинством 1, 5, 10, 20, 50 и 100 долларов. Багамский доллар привязан к доллару США в соотношении один к одному.

## История
Багамский доллар заменил багамский фунт, который был равен британскому фунту стерлингов, делился на 20 шиллингов или 240 пенсов, в соотношении 1 доллар = 7 шиллингов (1 доллар = 0,35 фунта) в 1966 году. При этом был произведён переход на десятичную систему — багамский доллар стал равняться 100 центам. При переходе на новую валюту были введены трёхдолларовые купюры и монеты номиналом пятнадцать центов, так как три доллара примерно равны одному фунту, а пятнадцать центов — 1 шиллингу, что было удобно во время переходного периода. 2 февраля 1970 года курс багамского доллара был привязан к доллару США, затем с декабря 1971 года в результате девальвации американской валюты 1 багамский доллар стал равен 1,031 доллара США, однако с 15 февраля 1973 года багамская валюта вновь стала равняться одному доллару США.

## Банкноты
В 1966 году правительство ввело банкноты достоинством в 1⁄2 , 1, 3, 5, 10, 20, 50 и 100 долларов. Валютное управление Багамских островов взяло на себя выпуск бумажных денег в 1968 году, выпустив те же номиналы. Центральный банк Багамских островов был создан 1 июня 1974 года и с этого момента взял на себя выпуск банкнот. Его первый выпуск банкнот не включал номиналы в 1⁄2 и 3 доллара, но они были вновь введены в 1984 году.
За последние двадцать лет доллар претерпел несколько изменений, одним из наиболее примечательных является чрезвычайно красочный дизайн в честь празднования пятисотлетия высадки Христофора Колумба на багамский остров, который он назвал Сан-Сальвадор.
Все банкноты, за исключением пятидесятицентовой банкноты, в последние годы претерпевали изменения в дизайне с целью предотвращения подделки фольги, хотя на банкнотах применялись более строгие меры безопасности задолго до недавнего изменения дизайна банкнот в США. Все банкноты имеют одинаковый физический размер, как и доллар США, но в отличие от евро. Новейшей формулой защиты от подделок является "Защищенный от подделок комплексный защитный продукт", или CRISP. Новая банкнота в 10 долларов была выпущена 5 августа 2005 года, в то время как банкнота в 20 долларов была выпущена 6 сентября 2006 года. В октябре 2005 года была подделала одна из новых хрустящих 10-долларовых купюр с серийным номером A161315. Власти Багам предупредили продавцов, чтобы они искали банкноты, на которых отсутствует отличительный водяной знак.
До 1992 года  на всех банкнотах изображался портрет королевы Елизаветы II (главы государства), но на банкнотах стали появляться портреты известных умерших багамских политиков. В настоящее время эта политика отменяется, и портрет королевы возвращается на банкноту в 10 долларов. Банкнота в $ 1⁄2 изображена пожилая королева Елизавета II, а на обороте – фотография сестры Сары на рынке в Нассау; на 1 долларе изображен сэр Линден Пиндлинг, а на обороте - оркестр Королевской багамской полиции; на 3 долларе изображена молодая королева Елизавета II, а на обороте – регата на семейном острове с местными шлюпами; на 5 долларов – сэр Сесил Уоллес–Уитфилд, а на обороте – группа "Джанканоу", "мчащаяся" на параде на Джанканоо; на 3 долларах изображена молодая королева Елизавета II, а на обороте - регата на семейных островах с местными шлюпами. На 10 долларах - пожилая королева Елизавета II (заменившая сэра Стаффорда Сэндса), на обороте изображены маяк и поселение в Абако в городе Хоуп Таун; на 20 долларах - сэр Мило Батлер; на 50 долларах - сэр Роланд Симонетт; на 100 долларах - пожилая королева Елизавета II, на обороте изображен прыгающий голубой марлин, национальная рыба Багамских островов. По этой причине багамскую купюру в 100 долларов местные жители часто называют "голубой марлин".
С 2016 года постепенно вводится новая серия под названием CRISP Evolution, в которой сохраняются сюжеты и мотивы предыдущих банкнот при одновременном обновлении защитных элементов и цветовых схем. Серия началась с 28 сентября 2016 года и включает в себя: 10 долларов 28 сентября 2016 года, 1 доллар с 27 сентября 2017 года, 20 долларов с сентября 2018 года, $1⁄2 от 24 января 2019 года, банкнота в 3 доллара от 28 марта 2019 года, банкнота в 50 долларов от 3 октября 2019 года, банкнота в 5 долларов от 23 сентября 2020 года и банкнота в 100 долларов от 6 октября 2021 года.

## Монеты
В 1966 году в обращение были введены монеты достоинством в 1, 5, 10, 15, 25, 50 центов и 1 доллар. 1 цент был выполнен из никелево-латунного сплава, 5, 10, и 15 центов из мельхиора, 25 центов из никеля и 50 центов и 1 доллар из серебра. 10 центов получили форму гребешка, в то время как 15 центов были квадратными. Серебряные монеты не выпускались в обращение после 1966 года. Цент из бронзы заменил никелево-латунный 1 цент в 1970 году, ставший в 1974 году латунным и в 1985 году цинковым с медным покрытием. С 1989 года медно-никелевые монеты в 50 центов, 1 и 2 доллара обращение не выпускались, только коллекционные выпуски очень ограниченным тиражом.
Монеты номиналом 1, 5 и 25 центов примерно такого же размера, как их американские аналоги, но с разными композициями металла. Монета 15 центов по-прежнему производится Центральным банком, но обычно не используется. Все монеты имеют надпись на аверсе «Содружество Багамских Островов» и год выпуска. На монете 1 цент изображена морская звезда, 5 центов — ананас, 10 центов — две альбулы, 15 центов — гибискус, 25 центов — национальный шлюп.
|                                                                             | 1 цент                                                   |                                    |                                    |
| Художник:                                                                   | Художник:                                                | Монетный двор:                     | Монетный двор:                     |
| Номинал: 1 цент                                                             | Металл: цинк (сталь с 2014) с медным покрытием           | Тираж:                             | Качество:                          |
| Годы чеканки: 1966—2015                                                     | Диаметр: 17 мм                                           | Вес: 1,75 г                        |                                    |
|                                                                             | 5 центов                                                 |                                    |                                    |
| Художник:                                                                   | Художник:                                                | Монетный двор:                     | Монетный двор:                     |
| Номинал: 5 центов                                                           | Металл: медно-никель, с 2007 сталь с никелевым покрытием | Тираж:                             | Качество:                          |
| Годы чеканки: 1966—2016                                                     | Диаметр: 21 мм                                           | Вес: 3,94 г                        |                                    |
|                                                                             | 10 центов                                                |                                    |                                    |
| Художник:                                                                   | Художник:                                                | Монетный двор:                     | Монетный двор:                     |
| Номинал: 10 центов                                                          | Металл: медно-никель, с 2007 сталь с никелевым покрытием | Тираж:                             | Качество:                          |
| Годы чеканки: 1966—2016                                                     | Диаметр: 23,5 мм                                         | Вес: 5,54 г                        |                                    |
|                                                                             | 15 центов                                                |                                    |                                    |
| Художник:                                                                   | Художник:                                                | Монетный двор: Franklin Mint (США) | Монетный двор: Franklin Mint (США) |
| Номинал: 15 центов                                                          | Металл: медно-никель, с 2007 сталь с никелевым покрытием | Тираж:                             | Качество:                          |
| Годы чеканки: 1966—1970, 1974—1985, 1989, 1991, 1992, 1996, 2005, 2007—2018 | Диаметр: 25,00 мм                                        | Вес: 6,50 г                        |                                    |
|                                                                             | 25 центов                                                |                                    |                                    |
| Художник:                                                                   | Художник:                                                | Монетный двор:                     | Монетный двор:                     |
| Номинал: 25 центов                                                          | Металл: медно-никель, с 2007 сталь с никелевым покрытием | Тираж:                             | Качество:                          |
| Годы чеканки:                                                               | Диаметр: 24,3 мм                                         | Вес: 5 г                           |                                    |

## Режим валютного курса
Курс багамского доллара привязан к доллару США в соотношении 1:1. Валютный курс Центрального банка Багамских островов базируется на денежно-кредитной политике, целью которой является сохранение стабильных условий, в том числе кредитных.
Доллар США принимается к оплате многими багамскими предприятиями, которые обслуживают туристов. Эта мера введена в том числе для удобства американских туристов.